# Kvalifikace na World Baseball Classic 2013
Kvalifikace na World Baseball Classic 2013 byla světová kvalifikace v baseballu mužů, kterou pořádá Mezinárodní baseballová federace (IBAF). Konala se poprvé a zúčastnilo se jí 16 reprezentačních týmů, které bojovaly o 4 místenky na závěrečný turnaj v 4 skupinách kvalifikace. Kvalifikace probíhala od 19. září do 19. listopadu 2012.

## Přímý postup
Přímo postoupilo 12 týmů, které se účastnily World Baseball Classic 2009.

## Nasazení do skupin
Kvalifikační zápasy probíhaly ve čtyřech zemích:
| Skupina 1                             | IBAF1           | Skupina 2                               | IBAF1          | Skupina 3                          | IBAF1           | Skupina 4                              | IBAF1          |
| ------------------------------------- | --------------- | --------------------------------------- | -------------- | ---------------------------------- | --------------- | -------------------------------------- | -------------- |
| Španělsko Jižní Afrika Francie Izrael | 18. 35. 41. 48. | Kanada Německo Česko Spojené království | 6. 17. 20. 23. | Nikaragua Panama Kolumbie Brazílie | 14. 15. 26. 33. | Tchaj-wan Thajsko Filipíny Nový Zéland | 7. 22. 28. 55. |

1 Umístění v mezinárodním žebříčku IBAF v roce 2012.

## Výsledky

### Skupina 1
Stadion
| Jupiter            |
| Roger Dean Stadium |
| Roger Dean Stadium |
| Kapacita: 6 871    |
| Otevřeno: 1998     |

1. kolo
| 19. září     |     |         |              |                                                   |
|              |     |         |              |                                                   |
| Jižní Afrika | 3-7 | Izrael  | 1 581 diváků | Info Archivováno 27. 10. 2020 na Wayback Machine. |
| Španělsko    | 8-0 | Francie | 975 diváků   | Info Archivováno 24. 10. 2020 na Wayback Machine. |

2. kolo
| 21. září     |     |           |            |                                                   |
|              |     |           |            |                                                   |
| Izrael       | 4-2 | Španělsko | 814 diváků | Info Archivováno 27. 10. 2020 na Wayback Machine. |
| Jižní Afrika | 5-2 | Francie   | 922 diváků | Info Archivováno 24. 10. 2020 na Wayback Machine. |

Utkání o 3. místo
| 22. září  |      |                       |              |                                                   |
|           |      |                       |              |                                                   |
| Španělsko | 13-3 | Jihoafrická republika | 1 183 diváků | Info Archivováno 24. 10. 2020 na Wayback Machine. |

Finále
| 23. září |     |           |              |                                                   |
|          |     |           |              |                                                   |
| Izrael   | 7-9 | Španělsko | 4 463 diváků | Info Archivováno 27. 10. 2020 na Wayback Machine. |

### Skupina 2
Stadion
| Regensburg         |
| Armin-Wolf-Arena   |
| Roger Dean Stadium |
| Kapacita: 10 000   |
| Otevřeno: 1996     |

1. kolo
| 20. září |      |                    |              |                                                  |
|          |      |                    |              |                                                  |
| Kanada   | 11-1 | Spojené království | 3 704 diváků | Info Archivováno 7. 11. 2017 na Wayback Machine. |
| Německo  | 16-1 | Česko              | 3 019 diváků | Info Archivováno 7. 11. 2017 na Wayback Machine. |

2. kolo
| 22. září           |      |         |              |                                                  |
|                    |      |         |              |                                                  |
| Kanada             | 16-7 | Německo | 4 085 diváků | Info Archivováno 7. 11. 2017 na Wayback Machine. |
| Spojené království | 12-5 | Česko   | 1 806 diváků | Info Archivováno 7. 11. 2017 na Wayback Machine. |

Utkání o 3. místo
| 23. září |      |                    |              |                                                  |
|          |      |                    |              |                                                  |
| Německo  | 16-1 | Spojené království | 1 452 diváků | Info Archivováno 7. 11. 2017 na Wayback Machine. |

Finále
| 24. září |      |         |              |                                                  |
|          |      |         |              |                                                  |
| Kanada   | 11-1 | Německo | 2 720 diváků | Info Archivováno 8. 11. 2017 na Wayback Machine. |

### Skupina 3
Stadion
| Panama                     |
| Estadio Nacional de Panamá |
| Estadio Nacional de Panamá |
| Kapacita: 27 000           |
| Otevřeno: 1999             |

1. kolo
| 15. listopad |     |          |               |                                                   |
|              |     |          |               |                                                   |
| Panama       | 2-3 | Brazílie | 13 728 diváků | Info Archivováno 20. 10. 2018 na Wayback Machine. |
| Nikaragua    | 1-8 | Kolumbie | 3 631 diváků  | Info                                              |

2. kolo
| 17. listopad |     |          |              |                                                   |
|              |     |          |              |                                                   |
| Kolumbie     | 1-7 | Brazílie | 2 952 diváků | Info Archivováno 20. 10. 2018 na Wayback Machine. |
| Nikaragua    | 2-6 | Panama   | 8 531 diváků | Info Archivováno 7. 11. 2017 na Wayback Machine.  |

Utkání o 3. místo
| 18. listopad |     |        |              |      |
|              |     |        |              |      |
| Kolumbie     | 7-9 | Panama | 5 317 diváků | Info |

Finále
| 19. listopad |     |        |               |                                                   |
|              |     |        |               |                                                   |
| Brazílie     | 1-0 | Panama | 10 368 diváků | Info Archivováno 20. 10. 2018 na Wayback Machine. |

### Skupina 4
Stadion
| Nový Tchaj-pej             |
| Xinzhuang Baseball Stadium |
| Xinzhuang Baseball Stadium |
| Kapacita: 12 500           |
| Otevřeno: 1997             |

1. kolo
| 15. listopad |      |             |              |                                                  |
|              |      |             |              |                                                  |
| Thajsko      | 2-8  | Filipíny    | 923 diváků   | Info Archivováno 7. 11. 2017 na Wayback Machine. |
| Taiwan       | 10-0 | Nový Zéland | 9 788 diváků | Info                                             |

2. kolo
| 16. listopad |      |             |               |                                                  |
|              |      |             |               |                                                  |
| Thajsko      | 2-12 | Nový Zéland | 1 168 diváků  | Info Archivováno 7. 11. 2017 na Wayback Machine. |
| Taiwan       | 16-0 | Filipíny    | 10 911 diváků | Info                                             |

Utkání o 3. místo
| 17. listopad |      |             |            |      |
|              |      |             |            |      |
| Filipíny     | 6-10 | Nový Zéland | 503 diváků | Info |

Finále
| 19. listopad |     |             |              |      |
|              |     |             |              |      |
| Taiwan       | 9-0 | Nový Zéland | 8 163 diváků | Info |